# Akombo Ukeyima
Akombo Ukeyima, född 31 augusti 1987 i Mokwa, är en nigeriansk fotbollsspelare (anfallare). Han kom från moderklubben Kwara United till GIF Sundsvall i april 2007, och spelade 19 matcher för laget i Superettan mellan 2007 och 2009. Han var även utlånad till åländska Mariehamn under 2008–2009. 2011 återvände han till Nigeria, där han spelar för Sunshine Stars.

## Klubbar
- Kwara United FC 2006–2007
- GIF Sundsvall 2007–2010
- IFK Mariehamn 2008–2009
- Sunshine Stars FC 2011–2013
- Lobi Stars FC 2014–